# Ѿ

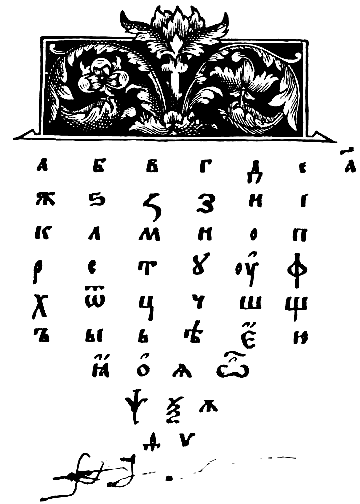
Một trang trong Azbuka, cuốn sách giáo khoa tiếng Nga đầu tiên, do Ivan Fyodorov in vào năm 1574. Trang này có bảng chữ cái Kirin.

Ot (Ѿ ѿ, chữ nghiêng: Ѿ ѿ) là một chữ cái trong bảng chữ cái Kirin cổ. Mặc dù nó là chữ ghép của chữ cái Kirin Omega (Ѡ ѡ) và Te (Т т), nhưng nó là một chữ cái riêng biệt trong bảng chữ cái, được đặt giữa х và ц. Điều này có thể được thấy trong bảng chữ cái Kirin đầu tiên và nó tiếp tục được sử dụng trong thời kì hiện đại.
Ot được sử dụng trong tiếng Slav Giáo hội cổ trong từ отъ ("từ") và tiền tố "от-". Nó không đại diện cho các chữ cái này trong bất kỳ ngữ cảnh nào khác, cũng như không thể thay thế các chữ cái đó ở nơi nó xuất hiện. Nó được sử dụng với mục đích tương tự trong các văn bản thời trung cổ của các ngôn ngữ Slav khác được viết bằng bảng chữ cái Kirin. Trong sách in, ѿ thường được dùng thay cho (ѡ҃) cho số 800.

## Mã máy tính
| Kí tự               | Ѿ                          | Ѿ                          | ѿ                        | ѿ                        |
| ------------------- | -------------------------- | -------------------------- | ------------------------ | ------------------------ |
| Tên Unicode         | CYRILLIC CAPITAL LETTER OT | CYRILLIC CAPITAL LETTER OT | CYRILLIC SMALL LETTER OT | CYRILLIC SMALL LETTER OT |
| Mã hóa ký tự        | decimal                    | hex                        | decimal                  | hex                      |
| Unicode             | 1150                       | U+047E                     | 1151                     | U+047F                   |
| UTF-8               | 209 190                    | D1 BE                      | 209 191                  | D1 BF                    |
| Tham chiếu ký tự số | &#1150;                    | &#x47E;                    | &#1151;                  | &#x47F;                  |